# ストーリーテラー (アルフィー・ボーのアルバム)
『ストーリーテラー』（Storyteller）は、イギリスの歌手アルフィー・ボーの通算7枚目となるカバー・アルバム。2012年11月12日発売。

## 解説
伴奏にフルオーケストラではなく、ギター、ドラム、ベース、キーボードのロックバンド形式を起用した初のアルバム。

## 収録曲
1. 明日に架ける橋 - Bridge Over Troubled Water - 4:38
  - 作詞・作曲：ポール・サイモン Paul Simon
  - サイモン&ガーファンクルのヒット曲
2. ザ・サン・アイント・ゴナ・シャイン・エニモア - The Sun Ain't Gonna Shine Anymore - 3:26
  - 作詞・作曲：ボブ・クルー　Bob Crewe
3. 好きにならずにいられない - I Can't Help Falling In Love With You - 2:36
  - 作詞・作曲：ヒューゴ・ペレッティ、ジョージ・ワイス、ルイージ・クレイトアー Hugo Peretti,George Weiss,Luigi Creatore
  - エルヴィス・プレスリーのヒット曲
4. イッツ・オーヴァー - It's Over - 2:54
  - 作詞・作曲：ロイ・オービソン、ビル・ディース Roy Orbison,Bill Dees
5. 明日への願い - If I Can Dream - 3:10
  - 作詞・作曲：ウォルター・エル・ブラウン Walter Earl Brown
  - エルヴィス・プレスリーのヒット曲
6. 悲しみのアンジー - Angie - 4:42
  - 作詞・作曲：ミック・ジャガー、キース・リチャーズ Mick Jagger,Keith Richards
  - ローリング・ストーンズのヒット曲
  - 日本では沢田研二、西城秀樹らが日本語詞でカバーしている
7. シャイン・ア・ライト - Shine A Light - 5:20
  - 作詞・作曲：ミック・ジャガー、キース・リチャーズ Mick Jagger,Keith Richards
  - ローリング・ストーンズのヒット曲
8. うわさの男 - Everybody's Talking - 2:54
  - 作詞・作曲：フレッド・ニール Fred Neil
  - 映画『真夜中のカーボーイ』の主題歌(ハリー・ニルソンによるカバー)
9. イッツ・ナウ・オア・ネヴァー - It's Now Or Never - 3:59
  - 作詞・作曲：エドゥアルド・ディ・カプア、アーロン・シュローダー、 Eduardo di Capua,Aaron Schroeder
  - イタリアのカンツォーネ『オー・ソレ・ミオ』をエルヴィス・プレスリーが英語詞で歌ってヒットした曲。アルフィーはこのイタリア語のカンツォーネ『オー・ソレ・ミオ』もアルバム『La Passione』でリリースしている。
10. 悲しき願い - Please Don't Let Me Be Misunderstood - 4:26
  - 作詞・作曲：ベニー・ベンジャミン、グロリア・コールドウェル、ソル・マーカスBennie Benjamin,Gloria Caldwell,Sol Marcus
  - 日本では尾藤イサオが日本語詞でカバーしてヒットした曲
11. エンジェル・フロム・モントゴメリー - Angel From Montgomery - 7:30
  - 作詞・作曲：ジョン・プライン John Prine
12. さすらいの旅人 - Wayfaring Stranger - 5:12
  - アメリカ民謡
13. ランク・ストレンジャー・トゥ・ミー - Rank Strangers To Me - 7:27
  - 作詞・作曲：アルバート・ブラムリー Albert Brumley
  - ボブ・ディランのアルバム『ダウン・イン・ザ・グルーヴ』に収録されている